# Nicolai Dunger

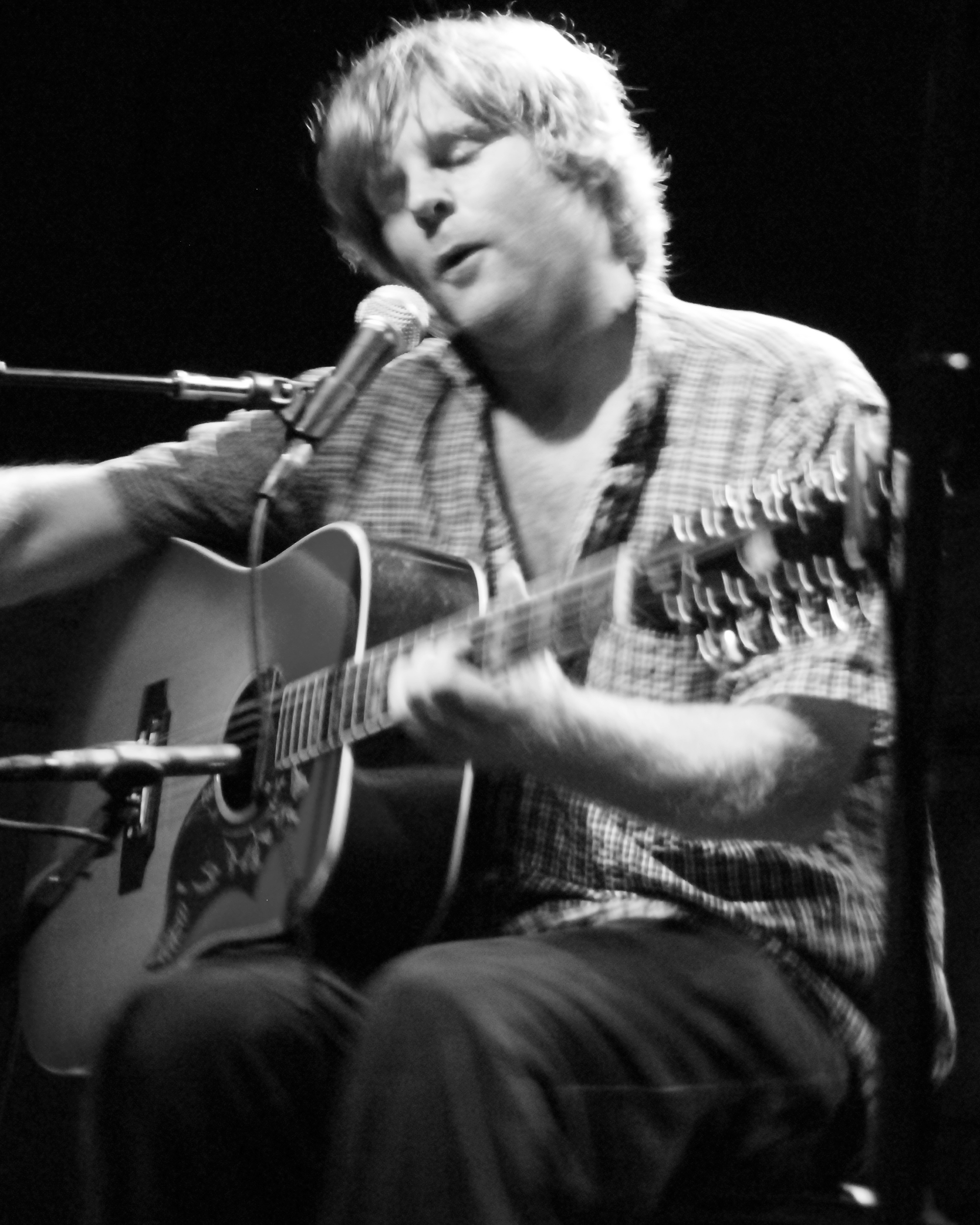
Nicolai Dunger (2006)

Claus Wilhelm Nicolai Dunger (* 4. Februar 1968 in Piteå) ist ein schwedischer Songwriter, der in Piteå aufwuchs und heute in Stockholm lebt.

## Biografie

### 1990–2000
Nicolai Dunger beendete seine Fußballerkarriere Anfang der 1990er-Jahre – er spielte beim Tegs SK (heute Umeå FC) in der vierthöchsten Spielklasse Schwedens –, danach nahm er seine erste EP auf. Er zog nach Stockholm, arbeitete dort sieben Jahre als Gärtner für das Bellman-Museum, schrieb mehrere Songs in der Woche und nahm einige Promo-EPs für das Radio auf.
Sein erstes Album Songs Wearing Clothes erschien bei Telegram Records Stockholm, einem Sublabel von Warner Music (Schweden). Bei zwei Songs (Nature Child und We Left Us) war Robert Fripp für die Geräuschkulisse verantwortlich. Das Folgealbum Eventide spielte er zusammen mit dem Streicherquartett Tämmelkvartetten 1997 ein. Auf diesem Album befindet sich u. a. eine Coverversion vom Soundgarden-Song „Black Hole Sun“. Ab 1998 veröffentlichte Nicolai Dunger eine Reihe von Singles und CDs, die in Zusammenarbeit mit Mitgliedern der schwedischen Band The Soundtrack of Our Lives entstanden sind, welche er beim Hultfreds Festival kennengelernte. Das im White-Noise-Studio von The Soundtrack of Our Lives entstandene Album This Cloud Is Learning verkaufte sich zwar nicht besonders gut, doch gegenüber den vorherigen Alben erzeugte dieses die bisher größte Aufmerksamkeit in den Medien.

### 2000–2010
Nach einer Europatour mit Emilíana Torrini erfuhr Nicolai Dunger, dass seine Plattenfirma den Song Something in the Way für einen Werbespot an den Ölkonzern Statoil lizenziert hatte. Ihm missfiel dies, doch mit dem Geld konnte er die Arbeit an einer Alben-Trilogie starten, die innerhalb der nächsten drei Jahren als limitierte Auflage von jeweils 500 Stück auf Vinyl über kleine Online-Shops vertrieben werden sollte. Zuerst nahm er im Sommer 2000 Blind Blemished Blues in Zusammenarbeit mit den Esbjörn Svensson Trio auf. Das Album klingt wie die frühen Arbeiten von Tim Buckley und Van Morrison. Den zweiten Teil, A Dress Book, spielte er 2001 gemeinsam mit dem Trompeter Goran Kajfeš und dem Ensemble Kroumata ein. Dieses weitgehend instrumentale Album erinnert an eine Mischung aus französischem Musette, finnischem Tango und jüdischem Klezmer. Im selben Jahr erscheint das Album Soul Rush, welches Nicolai Dunger zusammen mit Dan Berglund und Magnus Öström vom Esbjörn Svensson Trio aufnahm. Eingespielt wurde das Album größtenteils live im Studio, nur die Streicher und Bläser kamen später hinzu. Für dieses blue-eyed Soulalbum, das von der Presse mit Astral Weeks von Van Morrison verglichen wurde, bekam er den schwedischen Grammy als bester männlicher Künstler des Jahres verliehen. Ebenfalls 2001 steuerte er für den Kurzfilm The Potter von Lena Dolata die Musik bei. 2002 beendet er die Vinyl-Trilogie mit der Platte Sweat Her Kiss, die verglichen dem zweiten Teil wieder klassische Songs enthält. Im selben Jahr wurden die drei LPs als CD-Box The Vinyl Trilogy veröffentlicht.
Gemeinsam mit Will Oldham nahm Nicolai Dunger 2002 in Louisville/Kentucky sein nächstes Album Tranquil Isolation auf. Innerhalb einer Woche spielten sie in Oldhams Studio 13 spartanisch arrangierte Country-Songs ein. Im März 2003 war Nicolai Dunger als Opener mit der amerikanischen Band Calexico auf US-Tour. Während der Tour nahmen sie eine Coverversion vom Love-Klassikers „Alone Again Or“ im Beech House Recordings Studio in Nashville auf. Anschließend kooperierte Nicolai Dunger mit der amerikanischen Band Mercury Rev, die er seit 1998 kennt und für die er 2001 das Vorprogramm der Europatournee bestritt. Für das Album Here's My Song, You Can Have It, I Don't Want It Anymore, Yours Forever, Nicolai Dunger, das im März 2004 erschien, wurden elf Tracks in New York City und Stockholm eingespielt.
Zwischen 2005 und 2007 veröffentlichte Nicolai Dunger unter dem Pseudonym A Taste of Ra erneut eine als Trilogie angelegte CD-Reihe. 2006 erschien sein erstes Album mit ausschließlich schwedischen Titeln, das der finnisch-schwedischen Poetin Edith Södergran gewidmet ist. Die Platte mit dem Titel Nicolai Dunger Sjunger Edith Södergran enthält folkloristisch vertonte Gedichte der Poetin. Das Album führte auch zu einem Dokumentarfilm, der im schwedischen Fernsehen gezeigt wurde. Auch für das Album Rösten Och Herren, das 2007 erschien, nimmt er ausschließlich Songs in seiner schwedischen Muttersprache auf. Im Rahmen der vierten Sit Down and Sing-Tour, die von Tapete Records veranstaltet wird, stellte Nicolai Dunger im Frühjahr 2008 sein Album Nicollide and the Carmic Retribution in Europa vor. Dabei trat er Solo mit einer akustischen Gitarre auf und ließ sich bei einigen Stücken von den beiden anderen Teilnehmern der Konzertreihe, Rosie Thomas und Josh Ottum, begleiten. Im Juli 2008 unterlegte der schwedische Automobilhersteller Volvo seine Fernsehwerbung für den amerikanischen Markt mit dem Song Something in the Way aus dem Album This Cloud Is Learning. Der Song wurde für unterschiedliche Modelle verwendet, u. a. für den XC90 SUV und den S80.
Mit dem am 14. Oktober 2009 in Skandinavien veröffentlichten Album Play kehrte Nicolai wieder zu mehr pop- und songorientierter Musik zurück, weshalb dieses Album auch als das eigentliche Nachfolgealbum von Here’s My Song… anzusehen ist. Zusammen mit dem Pianisten Mats Schubert (Bo Kaspers Orkester), dem Schlagzeuger Federico de Costa (Qoph), dem Saxofonisten Jonas Kullhammar und dem Conga-Spieler Per Wikström wurde das Album innerhalb weniger Tage im Sommerhaus von Mats Schubert eingespielt. Nachdem Nicolai Dunger schon als Gastsänger auf dem Anfang 2009 erschienenen zweiten Album Golden Teeth and Silver Medals von A Camp zu hören war, gibt mit Tears in a Child’s Eye auf Play erneut ein Duett mit Nina Persson (The Cardigans, A Camp) zu hören.

### 2010–2020
2010 erschien Original Motion Picture Soundtrack: Vallmo (z. Dt.: Mohn), ein Soundtrack zum Film von Pavlov Heinz, den Dunger zusammen mit Jonas Kullhammar geschrieben hat. Der Film wurde nie offiziell veröffentlicht, aber auf privaten Feiern gezeigt. Nach einem längeren Aufenthalt in Irland, u. a. bei Glen Hansard und der Brauereierbin Marina Guinness, entstand das Album Ballad Of This Land. Dieses von der Volksmusik und von Irland inspirierte Album wurde in der All Saints Church (Allhelgonakyrkan) in Stockholm aufgenommen. Im Oktober 2011 wurde das Album Cornelis vs. Riedel veröffentlicht, ein Projekt des Jazzmusikers Georg Riedel. Gesanglich wurde dieser von seiner Tochter Sarah Riedel und Nicolai Dunger begleitet. Gemeinsam interpretierten sie Kompositionen des 1987 gestorbenen niederländisch-schwedischen Liedermachers Cornelis Vreeswijk, 14 bisher unveröffentlichte und zwei, die Georg Riedel bereits in den 1960er-Jahren zusammen mit Cornelis Vreeswijk geschrieben hatte. Das Album, welches 2012 für den schwedischen Grammy in der Kategorie Jazz nominiert wurde, ist auch eine Hommage an Jan Johansson, mit dem Georg Riedel Ende der 1960er-Jahre Astrid-Lindgren-Filme vertonte.
2012 veröffentlichte Dunger in Zusammenarbeit mit Rönnells Antikvariat in Stockholm die 10" En svit med par. Das Album besteht aus Liedern, die für sieben Skulpturen geschrieben wurden, die Dunger Ende der 1990er-Jahre geschaffen hat.
Für das Bühnenstück Den Vita Stenen von Pantomimteatern, das auf dem Buch von Gunnel Linde basiert, komponierte Dunger im Jahr 2014 die Musik. Am 18. Juni 2014 wurde das Album Upstate Gospel veröffentlicht, das bereits 2007 aufgenommen wurde. Das Album entstand nach dem plötzlichen Tod seiner Mutter. Im legendären The Clubhouse in Upstate New York, nahm Dunger das Album zusammen mit Garth Hudson von The Band, den Mercury Rev-Mitgliedern Sean "Grasshopper" Mackowiak und Jeff Mercel, Dylan Willemsa7, Collen Burke und dem Schlagzeuger Jim White auf. Weitere Aufnahmen entstanden in Schweden mit Dungen-Gitarrist Reine Fiske, den Sängern Marcus Krunegård und Thomas Zidén sowie Goran Kajfeš an den Bläsern. Trotz des Titels ist das Album kein Gospelalbum im traditionellen Sinne, sondern erinnert eher an Dungers früheres Folk-Album Tranquil Isolation.
Zusammen mit Fredrik Högberg komponierte Nicolai Dunger die Musik Stilla Min Eld (z. Dt. Stille mein Feuer), eine Oper über Drogen, Tod und Liebe, basierend auf der wahren Geschichte des Tetra Pak-Erben Hans K. und Eva Rausing. Die Aufführung fand 2016 in der Piteå Kammaropera statt. Am 21. November 2016 trat Dunger im Scala-Theater im Rahmen des Stockholmer Poesiefestivals mit neuen Vertonungen von zehn Gedichten aus Lennart Hellsings Gedichtband "Akvarium" auf. Zehn verschiedene schwedische Künstler traten mit ihren Interpretationen der Vertonungen auf, unter anderem Frida Hyvönen, Ebbot (The Soundtrack of Our Lives), Isak Sundström (Pascal, Skriet), Sibille Attar, Sarah Riedel und Love Olzon.
Im Februar 2018 war Nicolai Dunger in Schweden mit seinem Album Arkebuseringen Av Egot als Texter des Jahres bei der Manifesto Gala nominiert. Der Preis, der seit 2003 jährlich in Zusammenarbeit mit dem schwedischen Musikverband SKAP vergeben wird, ging jedoch an die Band Katohjärta.
Zur Premiere des neuen Göteburger YouTube-Live-Session-Kanal Lyckholmia Live im März 2019 trat Nicolai zusammen mit der schwedischen Band Virginia And The Flood auf. Er sang mit Cornelia Adamson das Stück Deliver Me to the Ocean, das in der Studioversion im Oktober 2019 auf der Platte Aqua Duck Down veröffentlicht wurde.

### Seit 2020
2021 unterstützte Dunger die Debütsingle So Long Losers (I'll Say It for the Last Time) von Hot Blondino. Ein Jahr später erschien Every Line Runs Together, ein Album auf dem er erneut mit Ebbot Lundberg zusammenarbeitete.

## Diskografie
Alben
| Jahr | Titel                                                                                   | Band-/Künstlername                            | Tracks    | Spieldauer | Bemerkungen                                                    |
| ---- | --------------------------------------------------------------------------------------- | --------------------------------------------- | --------- | ---------- | -------------------------------------------------------------- |
| 1996 | Songs Wearing Clothes                                                                   | Nicolai Dunger                                | 14        |            |                                                                |
| 1997 | Eventide                                                                                | Nicolai Dunger                                | 14        |            |                                                                |
| 1999 | This Cloud Is Learning                                                                  | Nicolai Dunger                                | 12        | 41 Minuten | Dol 62                                                         |
| 2000 | Blind Blemished Blues                                                                   | Nicolai Dunger                                | 8         |            | Vinyl auf 500 Stk. limitiert                                   |
| 2001 | Soul Rush                                                                               | Nicolai Dunger                                | 14        | 62 Minuten | mit Bassist & Trommler von E.S.T.; Dol 88                      |
| 2001 | A Dress Book                                                                            | Nicolai Dunger                                | 10        |            | Vinyl auf 500 Stk. limitiert                                   |
| 2002 | Sweat Her Kiss                                                                          | Nicolai Dunger                                | 10        |            | Vinyl auf 500 Stk. limitiert                                   |
| 2002 | The Vinyl Trilogy                                                                       | Nicolai Dunger                                | 8, 10, 10 |            | (3 CDs: Blind Blemished Blues;A Dress Book und Sweat Her Kiss) |
| 2003 | Tranquil Isolation                                                                      | Nicolai Dunger                                | 13        | 52 Minuten | (SE #40); Dol 114                                              |
| 2004 | Here's My Song, You Can Have It, I Don't Want It Anymore, Yours Forever, Nicolai Dunger | Nicolai Dunger                                | 11        |            | (SE #20)                                                       |
| 2005 | This Cloud Is Learning (USA)                                                            | Nicolai Dunger                                | 14        | 47 Minuten |                                                                |
| 2005 | A Taste Of Ra Vol. I                                                                    | A Taste Of Ra                                 | 11        | 31 Minuten |                                                                |
| 2006 | Nicolai Dunger Sjunger Edith Södergran                                                  | Nicolai Dunger                                | 10        |            | (SE #47)                                                       |
| 2006 | A Taste of Ra Vol. II                                                                   | A Taste of Ra                                 | 9         | 35 Minuten |                                                                |
| 2007 | Morning of My Life                                                                      | A Taste of Ra                                 | 1         | 42 Minuten |                                                                |
| 2007 | Rösten och herren                                                                       | Nicolai Dunger                                | 13        | 44 Minuten | (SE #29)                                                       |
| 2008 | Nicollide And The Carmic Retribution                                                    | Nicolai Dunger                                | 14        | 41 Minuten |                                                                |
| 2009 | Play                                                                                    | Nicolai Dunger                                | 11        | 39 Minuten |                                                                |
| 2010 | Original Motion Picture Soundtrack: Vallmo                                              | Nicolai Dunger & Jonas Kullhammar             | 8         |            | Vinyl auf 500 Stk. limitiert                                   |
| 2011 | Ballad of This Land                                                                     | Nicolai Dunger                                | 9         | 35 Minuten |                                                                |
| 2011 | Cornelis vs. Riedel                                                                     | Georg Riedel, Sarah Riedel und Nicolai Dunger | 16        |            | (SE #28)                                                       |
| 2013 | ÅÄÖ                                                                                     | ÅÄÖ                                           | 5         |            |                                                                |
| 2014 | Upstate Gospel Sessions                                                                 | Nicolai Dunger                                | 13        | 47 Minuten | Eingespielt 2007                                               |
| 2014 | Den Vita Stenen                                                                         | Nicolai Dunger                                | 27        |            |                                                                |
| 2017 | Arkebuseringen Av Egot                                                                  | Nicolai Dunger                                | 10        |            |                                                                |
| 2018 | Terror & Tradition                                                                      | Nicolai Dunger                                | 12        |            | Vinyl auf 300 Stk. limitiert                                   |
| 2018 | Raison D´être                                                                           | Nicolai Dunger                                | 11        |            |                                                                |
| 2019 | Tonsättningar och andra sånger                                                          | Nicolai Dunger                                | 11        |            |                                                                |
| 2022 | Every Line Runs Together                                                                | Nicolai Dunger                                | 12        |            |                                                                |

Singles
| Jahr | Titel                     | Band-/Künstlername | Tracks | Spieldauer | Bemerkungen                       |
| ---- | ------------------------- | ------------------ | ------ | ---------- | --------------------------------- |
| 1991 | Once Upon Time            | Nicolai Dunger     | 4      |            | 7"; Hit 011                       |
| 1993 | Untitled                  | Nicolai Dunger     | 4      |            | 7" auf 200 Stk. limitiert         |
| 1995 | Heaven Wear Our Hearts EP | Nicolai Dunger     | 3      |            |                                   |
| 1996 | 1000 Rainbows             | Nicolai Dunger     | 3      |            |                                   |
| 1998 | First Born Track EP       | Nicolai Dunger     | 5      | 18 Minuten | Dol 56                            |
| 1999 | This Town                 | Nicolai Dunger     |        |            |                                   |
| 1999 | Something In The Way      | Nicolai Dunger     | 2      |            | Dol 58                            |
| 2000 | This Cloud Is Learning    | Nicolai Dunger     | 2      |            | 7" auf 300 Stk. limitiert; Dol 72 |
| 2000 | What Tomorrow             | Nicolai Dunger     | 2      |            | Dol 73                            |
| 2001 | I´d Rather Die            | Nicolai Dunger     | 1      |            | Promo                             |
| 2002 | Hey Mama                  | Nicolai Dunger     | 1      |            | Promo; Dol 126                    |
| 2002 | Ol´Lovers                 | Nicolai Dunger     | 1      |            | Promo                             |
| 2003 | Hunger                    | Nicolai Dunger     | 3      | 10 Minuten | Dol 137                           |
| 2006 | Lyckokatt                 | Nicolai Dunger     | 1      | 3 Minuten  |                                   |
| 2009 | Crazy Train               | Nicolai Dunger     | 1      | 4 Minuten  | Promo                             |
| 2012 | En Svit Med Par           | Nicolai Dunger     | 7      | 23 Minuten | 7" auf 400 Stk. limitiert;        |
| 2023 | The Vessel EP             | Nicolai Dunger     | 8      |            |                                   |

Kompilation
| Jahr | Titel                        | Band-/Künstlername | Album                                                 |
| ---- | ---------------------------- | ------------------ | ----------------------------------------------------- |
| 2007 | Morning Of My Life (Excerpt) | Taste Of Ra        | Whispers From The Forests, Screams From The Mountains |
| 2007 | En Visa Till Gagga           | Nicolai Dunger     | Poem, Ballader Och Lite Blues - Återbesöket           |
| 2008 | Gods Waitingroom             | Nicolai Dunger     | Thank You For The Music                               |

Gastauftritte
| Jahr | Titel                                          | Band-/Künstlername                | Album                                         |
| ---- | ---------------------------------------------- | --------------------------------- | --------------------------------------------- |
| 2003 | Alone Again Or                                 | Calexico                          | Alone Again Or EP                             |
| 2005 | Oh My Love                                     | Laakso                            | My Gods                                       |
| 2007 | The Air Is Thin und Station Grey               | Jesse Sykes & The Sweet Hereafter | Like, Love, Lust & The Open Halls Of The Soul |
| 2009 | Golden Teeth And Silver Medals                 | A Camp                            | Colonia                                       |
| 2009 | Come With Me                                   | Maia Hirasawa                     | GBG vs STHLM                                  |
| 2012 | Internat                                       | Bröderna Lindgren                 | Med Bröderna Lindgren I Tiden                 |
| 2019 | Deliver Me To The Ocean                        | Virginia And The Flood            | Aqua Duck Down                                |
| 2021 | So Long Losers (I'll Say It for the Last Time) | Hot Blondino                      |                                               |

Videos
| Jahr | Titel                       | Band-/Künstlername | Regie                          |
| ---- | --------------------------- | ------------------ | ------------------------------ |
| 1999 | Something In The Way        | Nicolai Dunger     |                                |
| 2001 | I´d Rather Die              | Nicolai Dunger     | Jonas Embring                  |
| 2002 | Champs-Elysees (De La Blue) | Nicolai Dunger     |                                |
| 2002 | Hey Mama                    | Nicolai Dunger     |                                |
| 2004 | Hunger                      | Nicolai Dunger     | Håkan Schüler                  |
| 2008 | Been Cheating               | Nicolai Dunger     | Anna Linder und Mårten Nilsson |
| 2010 | Crazy Train                 | Nicolai Dunger     | David Nord und Boris Nawratil  |
| 2013 | AIIÖ                        | ÅÄÖ                | David Nord                     |
| 2018 | Moon Child                  | Nicolai Dunger     | David Nord                     |
| 2018 | Nightmare                   | Nicolai Dunger     | David Nord                     |
| 2018 | Hurray For You              | Nicolai Dunger     | David Nord                     |
| 2018 | Silver High                 | Nicolai Dunger     | David Nord                     |
| 2018 | Oh My Love                  | Nicolai Dunger     | Mercedes Devonté               |
| 2018 | Worried Kind                | Nicolai Dunger     | Mercedes Devonté               |
| 2018 | Neon Vibe                   | Nicolai Dunger     | Mercedes Devonté               |
| 2018 | Mothers Trip                | Nicolai Dunger     | Truls Wallin                   |
| 2018 | Queen                       | Nicolai Dunger     | David Nord                     |
| 2018 | Part of A Reason            | Nicolai Dunger     | David Nord                     |
| 2018 | I Once Was A River          | Nicolai Dunger     | David Nord                     |
| 2018 | One Love                    | Nicolai Dunger     | David Nord                     |
| 2022 | Brand New World             | Nicolai Dunger     | David Nord                     |

Filmmusik
| Jahr | Titel                      | Band-/Künstlername | Regie         | Spieldauer    |
| ---- | -------------------------- | ------------------ | ------------- | ------------- |
| 2000 | Moa & Malte                | Nicolai Dunger     | Jonas Embring | 25 Minuten    |
| 2001 | The Potter                 | Nicolai Dunger     | Lena Dolata   |               |
| 2003 | Spaden                     | Nicolai Dunger     | Jens Jonsson  | 16 Minuten    |
| 2003 | Utvecklingssamtal/Headaway | Nicolai Dunger     | Jens Jonsson  | 14:30 Minuten |

## Belege
1. ↑  Chartquellen: SE
2. 1 2  Nicolai Dunger... Biography
3. 1 2  Nicolai Dunger uppträder i Visby 7-8 nov gotland.net vom 6. November 2002 (schwedisch), abgerufen am 12. Januar 2015
4. ↑  Statoil
5. ↑  Nicolai Dunger Portrait
6. ↑  Nicolai Dunger: Upbeat, Not Beat Up npr.org, abgerufen am 16. Januar 2021
7. ↑  Dokumentarfilm
8. ↑  http://www.rollingstone.de/das-archiv/article190193/print/comeback-der-hoffnung.html
9. ↑  Schwedische Grammy-Nominierung 2012 (Memento des Originals vom 2. Februar 2016 im Internet Archive)  Info: Der Archivlink wurde automatisch eingesetzt und noch nicht geprüft. Bitte prüfe Original- und Archivlink gemäß Anleitung und entferne dann diesen Hinweis.
10. ↑  Nicolai Dunger... Sculpture http://nicolaidunger.se/
11. ↑  Nicolai Dunger... Theatre
12. ↑  Nicolai Dunger släpper det efterlängtade albumet "Upstate Gospel" 18 juni
13. ↑  Stilla Min Eld – Piteå Kammaropera
14. ↑  Nominerade till Manifestgalan 2018 (schwedisch) manifestgalan.se, abgerufen am 16. Januar 2021
15. ↑  Vinnarna på Manifestgalan 2018 (schwedisch) manifestgalan.se vom 2. Februar 2018, abgerufen am 16. Januar 2021
16. ↑  Lyckholmia Live - Season 1 - Episode 1
17. ↑  Virginia And The Flood - Aqua Duck Down Discogs.com, abgerufen am 16. Januar 2021
18. ↑  Artikel im Bon-Archiv (schwedisch) bon.se, abgerufen am 23. März 2024
19. ↑  Every Line Runs Together Discogs.com, abgerufen am 16. Januar 2021
20. 1 2 3 4 5  Schwedische Charts
21. ↑  Pressemitteilung mynewsdesk.com, abgerufen am 23. März 2024
22. ↑  Something In The Way Video
23. ↑  Hunger Video
24. ↑  Crazy Train Video
25. ↑  AIIÖ Video
26. ↑  Moon Child Video
27. ↑  Nightmare Video
28. ↑  Hurray For You Video
29. ↑  Silver High Video
30. ↑  Oh My Love Video
31. ↑  Worried Kind Video
32. ↑  Neon Vibe Video
33. ↑  Mothers Trip Video
34. ↑  Queen Video
35. ↑  Part of A Reason Video
36. ↑  I Once Was A River Video
37. ↑  One Love Video
38. ↑  Brand New World

| Personendaten    | Personendaten                               |
| ---------------- | ------------------------------------------- |
| NAME             | Dunger, Nicolai                             |
| ALTERNATIVNAMEN  | Dunger, Claus Wilhelm Nicolai (Geburtsname) |
| KURZBESCHREIBUNG | schwedischer Sänger und Songwriter          |
| GEBURTSDATUM     | 4. Februar 1968                             |
| GEBURTSORT       | Piteå                                       |